# Albion (Indiana)
Albion è una città degli Stati Uniti d'America, capoluogo della Contea di Noble, nello Stato dell'Indiana.
La popolazione era di 2 284 abitanti nel censimento del 2000.